# NGC 6615
NGC 6615 (również PGC 61713 lub UGC 11196) – galaktyka soczewkowata (SB0), znajdująca się w gwiazdozbiorze Wężownika. Odkrył ją Albert Marth 9 lipca 1863 roku.